# كفر مصطفى
قرية كفر مصطفى هي إحدى القرى التابعة لمركز منيا القمح في محافظة الشرقية في جمهورية مصر العربية. حسب إحصاءات سنة 2006، بلغ إجمالي السكان في كفر مصطفى 1953 نسمة، منهم 1022 رجل و931 امرأة.